# (45) Eugenia
(45) Eugenia ist ein Asteroid des Asteroiden-Hauptgürtels. Mit einem Durchmesser von 202 km ist Eugenia einer der größten Asteroiden des Hauptgürtels.

## Entdeckung und Benennung
Eugenia wurde am 27. Juni 1857 vom deutsch-französischen Astronomen Hermann Mayer Salomon Goldschmidt entdeckt. Die Entdeckung erfolgte mit einem 4-Zoll-Teleskop, das in seinem Appartement in der 6. Etage im Lateinischen Viertel in Paris stationiert war. Eine vorläufige Bahnberechnung erfolgte durch Wilhelm Foerster in Berlin, nachdem dieser den Asteroiden im Juli 1857 dreimal beobachtet hatte.
Benannt wurde der Himmelskörper zu Ehren von Eugénie de Montijo, der Gattin von Napoleon III. Eugenia war der erste Asteroid, der gesichert nach einer lebenden Person benannt wurde. Zuvor gab es eine Kontroverse darüber, ob (12) Victoria nach Queen Victoria oder Victoria aus der römischen Mythologie benannt wurde.
Insgesamt wurde der Asteroid durch mehrere erdbasierte Teleskope beobachtet, insgesamt bisher 2721 Mal innerhalb von 150 Jahren. (Stand Sept. 2017)

## Bahneigenschaften

### Umlaufbahn
Eugenia umkreist die Sonne auf einer prograden, elliptischen Umlaufbahn zwischen 372.600.000 km (2,49 AE) und 441.000.000 km (2,94 AE) Abstand zu deren Zentrum. Die Bahnexzentrizität beträgt 0,084, die Bahn ist um 6,6° gegenüber der Ekliptik geneigt. Ihre Bahn liegt demnach im mittleren Asteroidengürtel.
Die Umlaufzeit von Eugenia beträgt 4,48 Jahre.

### Rotation
Eugenia rotiert in 5 Stunden und 41,9 Minuten einmal um ihre Achse. Daraus ergibt sich, dass der Asteroid in einem Eugenia-Jahr 6.898,5 Eigendrehungen („Tage“) vollführt.
Beobachtungen der Lichtkurve zeigen eine Ausrichtung von Eugenias Pol in Richtung der ekliptischen Koordinaten {\displaystyle (\beta ,\lambda )=(-30^{\circ },124^{\circ })} mit 10° Unsicherheit; daraus ergibt sich eine Achsenneigung von 113°; Eugenias Rotation ist demnach retrograd.

## Physikalische Eigenschaften

### Größe
Die bisherigen Beobachtungen weisen auf einen asymmetrischen, unregelmäßig geformten, länglichen Körper hin; die genaueste Durchmesserbestimmung (Geometrisches Mittel) liegt bei 202,327 km. Hinsichtlich der genauen Dimensionen liegt der präziseste Wert bei 232 × 193 × 161 km.
Ausgehend von einem mittleren Durchmesser von 202,3 km ergibt sich eine Oberfläche von etwa 129.000 km2, was knapp der Fläche Griechenlands entspricht.
Bestimmungen des Durchmessers für Eugenia
| Jahr | Abmessungen km  | Quelle               |
| ---- | --------------- | -------------------- |
| 1999 | 308 × 220 × 147 | Merline u. a.        |
| 2002 | 305 × 220 × 145 | Tedesco (IRAS) u. a. |
| 2008 | 232 × 193 × 161 | Marchis u. a.        |
| 2010 | 214,6 ± 4,2     | Kaasalainen u. a.    |
| 2012 | 206,14 ± 6,22   | Masiero u. a.        |
| 2014 | 202,327 ± 2,168 | Masiero u. a.        |

Die präziseste Bestimmung ist fett markiert.

### Innerer Aufbau
Eugenia gehört zu den F-Typ-Asteroiden und besitzt daher eine dunkle, kohlenstoffreiche Oberfläche mit einer Albedo von 0,04. Die Oberflächenfärbung ist damit dunkler als Kohle. Die ungewöhnlich geringe mittlere Dichte von 1,12 g/cm3 weist darauf hin, dass der Himmelskörper ein Rubble Pile, eine lose Ansammlung von Staub und Gesteinen, sein dürfte. Der Asteroid scheint praktisch keine Wasserreserven aufzuweisen. Hinsichtlich seiner Zusammensetzung lässt sich Eugenia gut mit (253) Mathilde vergleichen.
Die Masse von Eugenia ließ sich bislang auf 5,69 ∙ 1018 berechnen. Die absolute Helligkeit wird mit 7,46 mag angegeben.
Die mittlere Oberflächentemperatur beträgt rund 171 K (−102 °C) und kann mittags bis auf maximal 253 K (−20 °C) ansteigen.

## Das Eugenia-Dreifachsystem
Am 1. November 1998 wurde ein natürlicher Satellit bei Eugenia entdeckt und nach dem kleinen Prinzen von Antoine de Saint-Exupéry Petit-Prince benannt, auch zur Ehrung des einzigen Sohns Napoléon Eugène Louis Bonaparte der kaiserlichen Namensgeberin des Mutterkörpers. Es handelt sich um einen 7 km großen Körper, der Eugenia in einem Abstand von 1.164 km in 4,716 Tagen umkreist. Nach Dactyl war dies die zweite Entdeckung eines Asteroidenmondes.
Im März 2007 wurde die Entdeckung eines zweiten Mondes bekannt gegeben. Das 5-km-Objekt, das den vorläufigen Namen S/2004 (45) 1 erhielt, umläuft Eugenia innerhalb der Bahn von Petit-Prince und wurde auf Aufnahmen aus dem Jahre 2004 entdeckt. Damit wurde das Eugenia-System nach (87) Sylvia zum zweiten entdeckten Asteroiden-Mehrfachsystem. Dieser Begleiter wird in Analogie zu Petit-Prince zumeist als Princesse bezeichnet, doch steht eine offizielle Namensbestätigung von der IAU noch aus. Der Mond umkreist Eugenia in einem Abstand von 611 km in 1,793 Tagen.
Insgesamt scheint das Eugenia-System recht stabil zu sein; es gibt keine Anzeichen für Bahnstörungen der beiden Monde durch Bahnresonanzen, auch nicht für den Kozai-Effekt, was darauf hinweist, dass die Neigungen der Umlaufbahnen der Monde nicht durch Beeinflussung von Eugenia zustande kamen. Eine 10-Jahres-Entwicklungsstudie des Systems weist darauf hin, dass die Umlaufbahnen von Petit-Prince und S/2004 (45) 1 leicht durch die Sonne gestört werden, und in geringerem Ausmaß durch die gegenseitigen Interaktionen zwischen den Monden.
| Name                                   | Durchmesser (km) | Relativgröße (%) | Masse (kg) | Große Halbachse (km) | Umlaufzeit (d) | Exzentrizität | Inklination | Datum Entdeckung  |
| -------------------------------------- | ---------------- | ---------------- | ---------- | -------------------- | -------------- | ------------- | ----------- | ----------------- |
| S/2004 (45) 1 (Princesse) (Eugenia II) | 5,0              | 2,47             | ?          | 610,59               | 1,793          | 0,110         | 18,0        | 14. Februar 2004< |
| Petit-Prince (Eugenia I)               | 7,0              | 3,46             | 1,2 · 1015 | 1164,42              | 4,716          | 0,002         | 8,0         | 1. November 1998  |